# L'amore è femmina
L'amore è femmina (Italiaanse uitspraak: [laˈmoːre ɛ fˈfemmina]; Nederlands: De liefde is vrouwelijk) is een nummer opgenomen door de Italiaanse singer-songwriter Nina Zilli voor haar tweede studioalbum. Het werd geproduceerd door Michele Canova en geschreven door Zilli zelf, samen met de Amerikaanse songwriter Charlie Mason (die later het Eurovisie Songfestival 2014 won) en de Zweedse songwriters Christian Rabb, Kristoffer Sjökvist en Frida Molander. Het lied werd door de Italiaanse omroep RAI geselecteerd om Italië te vertegenwoordigen op het Eurovisie Songfestival 2012, dat werd gehouden in Bakoe, Azerbeidzjan. Tijdens het festival werd het nummer uitgevoerd in het Engels en Italiaanse, met als titel: "L'amore è femmina (Out of Love)".

## Achtergrond en compositie
Het nummer is oorspronkelijk in het Engels geschreven door Christian Rabb, Kristoffer Sjökvist, Frida Molander en Charlie Mason. Een demo van het nummer werd later naar Zilli's manager, Fabrizio Giannini, gestuurd. Na het lied te hebben gehoord, vertaalde Zilli de tekst in het Italiaans en nam het op met de titel "L'amore è femmina". Het nummer werd gekozen als het zesde nummer van haar tweede studioalbum, vernoemd naar het nummer zelf.
Zilli legde de betekenis van het lied uit en beweerde dat de teksten zijn geschreven vanuit het oogpunt van een vrouw die haar man vertelt dat hij niets van haar mag verwachten als hij zich "als een idioot" gedraagt. Zilli verklaarde ook dat het nummer verwijzingen naar sensuele liefde bevat, waarbij ze aangeeft dat ze niet van plan was een nieuw soort " Material Girl " te schrijven.

## Kritische ontvangst
Claudio Fabretti van OndaRock.it beschreef het nummer als "een essay van gedempt vocalisme, gecontrasteerd met veel refreinen en blaasinstrumenten op een rockend ritme".

## Eurovisie songfestival
Tijdens de finale van het Festival van San Remo 2012 werd Nina Zilli door de songfestivalwinnaars van 2011, Ell & Nikki aangekondigd als de zangeres die Italië zou vertegenwoordigen op het Eurovisie Songfestival 2012. Een week later werd haar inzending voor het Festival van San Remo, "Per sempre", bevestigd als het lied waarmee Italië vertegenwoordigd zou worden op het Eurovisie Songfestival 2012. Op 13 maart 2012 kondigden RAI en Universal Music Italy echter aan dat de Italiaanse deelname op het Eurovisie Songfestival het titelnummer zou zijn van haar tweede studioalbum, L'amore è femmina.
De versie waarmee Italië werd vertegenwoordig op het Eurovisie Songfestival 2012 werd grotendeels in het Engels gezongen, maar hield sommige delen in het Italiaans. Het werd gepresenteerd op 23 maart 2012 op de officiële website van het Songfestival. Een video van Zilli die het nummer in de studio zong, werd geüpload op hun YouTube-kanaal.
Aangezien Italië een van de "Big Five" landen van het Eurovisie Songfestival is, plaatste ze zich automatisch voor de finale, waar ze op de 9e plaats eindigde met 101 punten.

## Muziekvideo's
Op 23 maart 2012 werd een preview-video voor "L'amore è femmina (Out of Love)" geüpload op het YouTube-kanaal van Eurovision.tv. De video toont Zilli in de studio, die de internationale versie zingt van het lied waarmee Italië vertegenwoordigd zal worden op het Songfestical in 2012.
De officiële videoclip, met de Italiaanstalige versie van het nummer, ging op 7 mei 2012 in première op Gazzetta TV. De video, geregisseerd door Cosimo Alemà en gefilmd in maart 2012 in een palazzo in EUR, Rome, richt zich op Zilli, die wordt begeleid door zes mannelijke dansers. De video voor de internationale versie van het nummer werd uiteindelijk uitgebracht op 10 maart 2012.

## Live optredens
Het lied werd voor het eerst ter oren gebracht op 25 april 2012, toen Zilli de Italiaanstalige versie van het lied live uitvoerde in het Italiaanse programma Quelli che... il Calcio. Het nummer werd ook opgenomen in de setlist van haar L'amore è femmina-tour, die begon op 10 april 2012 in Florence.

## Tracklisting
Digitale download
1. "L'amore è femmina (Out of Love)" - 3:01

## Releasegeschiedenis
| Regio  | Datum van publicatie | Formaat           | Versie         |
| ------ | -------------------- | ----------------- | -------------- |
| Italië | 13 april 2012        | Reguliere radio's | Italiaans      |
| Italië | 30 april 2012        | Digitale download | Internationaal |

## Bron
- Dit artikel of een eerdere versie ervan is een (gedeeltelijke) vertaling van het artikel L'amore è femmina (song) op de Engelstalige Wikipedia, dat onder de licentie Creative Commons Naamsvermelding/Gelijk delen valt. Zie de bewerkingsgeschiedenis aldaar.